# Lena Gschwendtner
Lena Gschwendtner est une joueuse allemande de volley-ball née le 3 octobre 1992 à Esslingen am Neckar. Elle mesure 1,68 m et joue au poste de libero. 

## Clubs
| Club                          | De        | À         |
| ----------------------------- | --------- | --------- |
| SV 1845 Esslingen             | 2002-2003 | 2004-2005 |
| TSV Georgii Allianz Stuttgart | 2005-2006 | 2006-2007 |
| VC Stuttgart                  | 2007-2008 | 2009-2010 |
| VC Olympia Berlin             | 2010-2011 | 2011-2012 |
| VC Stuttgart                  | 2012-2013 | 2013-2014 |
| VolleyStars Thüringen         | 2014-2015 | …         |